# Акропонг
Акропонг — місто на півдні Гани, центр округу Північний Аквапім, що у Східній області. Має населення 13 785 осіб (за даними 2013 року).